# Арборея (юдикат)
Арбория или Арбореа (Arborea) — юдикат (средневековое феодальное владение), существовавший на западе острова Сардиния в X—XV веках. Столица — сначала приморская Тарра, затем — укреплённый на случай пиратских набегов Ористано.
Арборийские судьи (юдексы) правили западным побережьем Сардинии вполне самостоятельно с момента прекращения набегов сарацин в X веке. В 1164 году местный правитель Баризо II за щедрую мзду купил у Фридриха Барбароссы титул короля Сардинии, однако уже на следующий год император отозвал этот титул.
Арборея достигла пика могущества при Мариано IV (правил в 1347—1376 годах), прозванном Великим. Он успешно вёл борьбу с арагонцами и генуэзцами, распространив власть арборейцев почти на весь остров.
После Мариано островом правила его дочь Элеонора Арборейская. Принятый ею свод сардинского обычного права (карта де Логу) оставался в силе до 1827 года. Её супругом был генуэзский полководец Бранкалеоне из рода Дориа.
Следующим правителем юдиката был внучатый племянник Элеоноры, Гийом II де Лара, виконт де Нарбонн. Он возглавил сопротивление сардинцев нашествию сицилийского короля Мартина I. В 1409 году Гийом был повержен в битве при Санлури. В следующем году под натиском арагонцев пала столица арборейцев, Ористано.